# Símptoma
En medicina, un símptoma (del grec antic: σύμπτωμα, "accident, mala sort, desgràcia") és la referència subjectiva que dona un malalt per la percepció o canvi que pot percebre com a anòmal o causat per un estat patològic o malaltia.
El terme "símptoma" s'oposa al senyal clínic, que és una dada objectivable. El símptoma és un avís útil que la salut pot estar amenaçada per quelcom de psíquic, físic, social, o una combinació.
Exemples de símptomes són la distèrmia, o sensació de tenir un trastorn de la temperatura corporal (sensació de febre, calfreds), marejos, nàusees, el dolor, la somnolència, etc.

## Tipus
Els símptomes poden ser aguts o crònics, recidivants o remitents. També existeixen trastorns asimptomàtics (per exemple, infeccions subclíniques i malalties silencioses com, de vegades, la hipertensió arterial).
Els símptomes constitucionals o generals són els relacionats amb els efectes sistèmics d'una malaltia (per exemple, febre, malestar, anorèxia i pèrdua de pes). Afecten a tot el cos més que a un òrgan o ubicació concreta.

### Símptomes no específics
Els símptomes no específics són símptomes auto-informats que no indiquen un procés específic de malaltia ni impliquen un sistema corporal aïllat. Per exemple, el cansament és una característica de moltes malalties mèdiques agudes i cròniques, que poden o no ser mentals i poden ser un símptoma primari o secundari. La fatiga també és una condició normal i saludable quan s'experimenta després de l'esforç o al final d'un dia.

### Positius i negatius
Els símptomes es poden dividir en positius i negatius. Els símptomes positius són els observats en persones amb una malaltia o una altra condició anormal, però normalment no s'observen en persones sanes. Un símptoma negatiu és l'absència d'una funció o sentiment normalment present en una persona sana.